# Stefan Strandberg
Ken Remi Stefan Strandberg (ur. 25 lipca 1990) – norweski piłkarz grający na pozycji obrońcy. Od 2016 jest zawodnikiem Hannover 96, do którego jest wypożyczony z FK Krasnodar.